# Inaltigin
Inaltigin o Yinaltigin (o Ahmad Inaltigin) (també Inaltegin o Yenaltegin) (mort 1035) fou un cap militar turc rebel contra el sultà gaznèvida Masud I ben Mahmud (1030-1041).
Fou tresorer en temps de Mahmud ben Sebuktegin i molt ben considerat per aquest sultà. Quan Masud I ben Mahmud va pujar al tron (1030) va fer neteja dels més propers del seu pare (el mahmudiani) i Ahmad fou obligat a entregar la gran fortuna que havia acumulat.
Encara que no tenia experiència militar fou nomenat (1031) comandant en cap de l'exèrcit a l'Índia al lloc del general Iryaruk, caigut recentment, amb l'encàrrec de recaptar el tribut dels prínceps indis/hindus. Però en revenja pel tractament que havia patit va començar a reclutar turcs de l'Àsia central i el 1033 es va revoltar. Masud va enviar una expedició, que Inaltigin va derrotar fàcilment i el general que la dirigia va morir (1034); llavors Masud va enviar a un indi de nom Telak, amb un exèrcit més fort. Telak va derrotar a Inaltigin en diversos xocs i finalment el rebel va fugir cap al Sind i es va ofegar quan provava de creuar l'Indus (1035).